# Nannopsittaca dachilleae
La cotorrita amazónica (Nannopsittaca dachilleae) es una especie de ave psittaciformes de la familia Psittacidae. 
Es una especie recientemente descrita de loros nativos de la zona occidental de la cuenca del Amazonas, desde el sur de Perú hasta el noroeste de Bolivia. Se encuentra en bosques de tierras bajas, bosque de bambú y en la orilla de los ríos. La cotorrita amazónica fue descubierta en 1985 por John Patton O'Neill, Charles A. Munn, e Irma Franke mientras exploraban el Rio Manú en el Parque Nacional del Manu en la selva oriental del Perú. La nueva especie fue nombrada en honor a una colega de los científicos, la conservacionista y periodista Bárbara D'Achille, quien fuera cruelmente asesinada por terroristas de Sendero Luminoso en 1989.
Tiene un cuerpo similar a un pequeño loro Amazona. Tiene plumaje verde, la frente azul y las mejillas y el mentón de color verde amarillento pálido.
Es poco conocido, pero se considera casi amenazado. Se alimenta principalmente de semillas y frutas y parece anidar en las bromelias u otras epifitas. Las bandadas son pequeñas con menos de 20 aves.
No tiene subespecies reconocidas.